# Horace Wheaton
Horace Wheaton (* 24. Februar 1803 in New Milford, Connecticut; † 23. Juni 1882 in Syracuse, New York) war ein US-amerikanischer Politiker. Zwischen 1843 und 1847 vertrat er den Bundesstaat New York im US-Repräsentantenhaus.

## Werdegang
Horace Wheaton wurde ungefähr neun Jahre vor dem Ausbruch des Britisch-Amerikanischen Krieges im Litchfield County geboren. Die Familie zog 1810 nach Pompey im Onondaga County. Dort erhielt er eine bescheidene Schulbildung und graduierte an der Pompey Academy. Danach ging er kaufmännischen Geschäften nach. 1834 saß er in der New York State Assembly. Er gehörte zu der Kommission, welche für den Bau der Eisenbahnlinie zwischen Syracuse und Utica verantwortlich war. 1840 wurde er Postmeister in Pompey – ein Posten, den er bis 1842 innehatte. Er war Supervisor von Pompey und Stadtkämmerer. Politisch gehörte er der Demokratischen Partei an. Bei den Kongresswahlen des Jahres 1842 für den 28. Kongress wurde Wheaton im 24. Wahlbezirk von New York in das US-Repräsentantenhaus in Washington, D.C. gewählt, wo er am 4. März 1843 die Nachfolge von Christopher Morgan antrat. Er wurde einmal wiedergewählt. Da er auf eine erneute Wiederwahlkandidatur 1846 verzichtete, schied er nach dem 3. März 1847 aus dem Kongress aus. Sein letztes Jahr im US-Repräsentantenhaus war vom Mexikanisch-Amerikanischen Krieg überschattet. In dieser Zeit zog er 1846 nach Syracuse. Zwischen 1851 und 1853 war er dort Bürgermeister und in den Jahren 1857 und 1858 Stadtkämmerer. Dann betrieb er Handel mit Haushaltswaren und Sattelzeug. Ferner ging er kaufmännischen Geschäften nach. Er verstarb am 23. Juni 1882 in Syracuse und wurde dann auf dem Oakwood Cemetery beigesetzt.